# Bitwa pod Krępą
Bitwa pod Krępą (występuje również jako: bitwa pod Wierzchowiskami, bitwa pod Jaworem Soleckim) – potyczka powstania styczniowego nieopodal wsi Krępa Kościelna, stoczona 6 listopada 1863 roku.
Bitwa miała miejsce na terytorium województwa sandomierskiego (obecnie województwa mazowieckiego) i objęła swym zasięgiem położone wzdłuż rzeki Krępianki ówczesne miejscowości: Bożydar, Krępa, Wierzchowiska, okolice Aleksandrowa wraz z pobliskimi lasami oraz wieś Jawor.

## Przebieg bitwy
4 listopada 1863 roku rosyjski podpułkownik Protopow, który od dłuższego czasu śledził ruchy powstańczych wojsk pułkownika Dionizego Czachowskiego, wysłał przeciwko niemu oddziały dowodzone przez poruczników Miedjanowa i Asijewa z jekaterynosławskiego pułku dragonów oraz por. Worońca z mohilewskiego pułku piechoty.
5 listopada 1863 roku płk Czachowski wraz ze swym powstańczym oddziałem przeszedł przez Wisłę pod Solcem, i skierował się na Lipsko. W międzyczasie zostali wyśledzeni przez tropiący ich lotny oddział dowodzony przez por. Asijewa.
Wieczorem powstańcy stanęli we wsi Krępa Kościelna, położonej o milę od miasteczka Jawor Solecki, gdzie udali się na spoczynek. Czachowski spędził tę noc na plebanii kościoła św. Apostołów Piotra i Pawła w Krępie.
O świcie 6 listopoada 1863 roku wysłany przez por. Miedjanowa oddział składający się z kilku dragonów i kozaków, z zaskoczenia napadł na powstańcze pikiety w bliskości wsi Krępy stojące, zabijając dwie a jedną żywcem ujmując.
Następnie przybyła na wozach wspierająca rosjan piechota, która wchodząc do wsi Krępa, zajęła folwark Bożydar. Według późniejszego rosyjskiego raportu "pozabijali tam wszystkich spieszonych powstańców, strzelających stamtąd do wojska...". W rzeczywistości zabici we folwarku tzw. "powstańcy" byli zwykłymi bezbronnymi mieszkańcami, których wycięli moskale.
Część jazdy Czachowskiego w liczbie ok. 30 została w Krępej, a on z liczbą ok. 10 towarzyszy został wyparty ze wsi. Powstańcy skierowali się ku północy w stronę lasu, by tam sformować szyk i przybliżając się do moskali odeprzeć atak Miedjanowa, który chciał odciąć im drogę do lasu. Równocześnie oddział Asijewa zdołał okrążyć wieś z lewej strony wzdłuż rzeki, by kierując się na prawo rzucić się na powstańców i zaatakować ich prawe skrzydło.
Rozproszeni powstańcy zdołali skierować się w stronę Wierzchowisk (wsi córki Czachowskiego, Julii), odległych o pół mili od Krępej. Następnie skierowali się do wsi Jawor Solecki. Ścigani przez dragonów zostali dopadnięci przy wjeździe. Tu otoczył ich oddział dragonów i piechoty czternaście razy liczniejszy. Czachowski próbował przedrzeć się ku pobliskiemu tartakowi Jawór.
Po zaciętej obronie, Czachowski mając zaledwie kilkunastu jeźdźców przy boku, usiłował wydobyć się z potrzasku. Ostatecznie powstańcy zostali zaatakowani z dwóch stron i osaczeni przez kolumnę pościgową dragonów por. Asijewa pod Jaworem Soleckim, 2 km od Wierzchowisk. Czachowski cięciem szaszki został zrzucony z konia i ciężko ranny, oparty o polną gruszę bronił się strzelając z rewolweru oraz odpierał szablą ciosy atakujących go dragonów. Strzał wachmistrza, który trafił Czachowskiego w bok, zakończył nierówną walkę. Dionizy Czachowski poległ nie zdoławszy się połączyć z oddziałem dowodzonym przez Konrada Piotrowskiego. Przypuszczalnie przed śmiercią, broniąc się pod gruszą, zdołał zabić sześciu ludzi.
Dragoni ścigali jeszcze pozostałych powstańców przez Jawór, Rzeczniów aż do Rzechowa. W tym czasie Julia, córka Dionizego, sprowadziła z pobojowiska zwłoki ojca do nieodległych Wierzchowisk (gdzie mieszkała ze swym mężem Rafałem Leszczyńskim – dziedzicem Wierzchowisk).
Po nieudanym pościgu rosjanie wrócili na pobojowisko, by zrabować i dobić ranionych powstańców. Niektórzy ciężko ranni, tak jak Józef Męciński, uniknęli śmierci.

## Straty
W bitwie pod Krępą ranni zostali m.in.: Marcin Kwiatkowski Józef Męciński, Jan Prendowski, Aleksander Stecki, August Charzewski, Adolf Czachowski, Jarosław Skotnicki, Mitrofan Podhaluzin (rotmistrz "Uragan" vel Bolesław Popow) – oficer kozaków, który przeszedł do powstania.
Po bitwie na krępskim cmentarzu pochowano pięciu żołnierzy z oddziału Dionizego Czachowskiego, poległych pod Jaworem (Polaków i Węgrów). W tym węgra Boczka. Akt zgonu pięciu poległych sporządził ks. Stanisław Andrzejewski, ówczesny proboszcz parafii Krępa.
Choć dokładne straty, zdobycze oraz ilości osobowe są obecnie trudne do oszacowania, to na podstawie źródeł można wywnioskować, iż siły powstańcze wyniosły ok. 40 osób, natomiast rosyjskie ok. 139 osób. Z tego:
- po stronie powstańców: śmierć poniosło co najmniej 6 osób, rannych zostało co najmniej 8 osób, do niewoli zostały wzięte co najmniej 2 osoby.

- po stronie rosjan: ranna została co najmniej 1 osoba, a liczba zabitych nie jest znana.

- liczba zabitych mieszkańców w folwarku Bożydar nie jest znana. Mogło to być kilkanaście osób.

Według rosyjskiego raportu moskale zdobyli: 16 koni, 4 karabiny, 36 sztućców, 4 rewolwery, 20 pałaszy oraz znalezione przy Czachowskim dokumenty. Prócz tego zabite zostały 2 konie, a 2 zostały ranione.

## Upamiętnienie
W 1932 roku ksiądz Jan Wiśniewski ufundował pomnik pamięci bohaterów, który stanął w miejscu śmierci Dionizego Czachowskiego. Pomnik znajduje się przy drodze DW747, łączącej Lipsko z Jaworem Soleckim.
Obok budynku Straży Pożarnej w Jaworze Soleckim znajduje się tablica pamiątkowa wykonana w formie płyty nagrobnej z napisem: "Tu zginął w bitwie z rosyjanami Dyonizy Czachowski pułkownik wojsk polskich 6 listopada 1863 roku."
Przy parafialnym kościele w Krępie znajduje się drewniany krzyż na kamiennym cokole, wystawiony prawdopodobnie na pamiątkę poległych bohaterów bitwy. Napis, który można odczytać brzmi: "Te Pamiątkę / Wystawili / r. 1865 / Gmina / Wierzchowiska i Krępa". W przekazach ludności podaje się, że wcześniej, na cokole znajdował się napis upamiętniający powstańców styczniowych poległych pod Jaworem wraz z nazwiskami lecz na polecenie władz rosyjskich napis został zatarty.

## Bitwa pod Krępą w literaturze
Bitwa pod Krępą znalazła swoje miejsce w poemacie z 1932 roku napisanym przez księdza Jana Wiśniewskiego, proboszcza parafii Borkowice koło Przysuchy, urodzonego w Krępie Kościelnej:
„…Tymczasem Wódz z Męcińskim mknął w stronę Jawora.
Minęli Wierzchowiska, a za nimi sfora pędzi dzikich dragonów.
Miedzionow ich wiedzie. Za nimi drugi pluton… Asiejew na przedzie(…)
Świszczą kule w powietrzu, nie chybiają celu
Przeciwko dwom… jak nie wstyd! Gdy walczy tak wielu…
Nagle Wódz runął z koniem przy drodze pod gruszą…
Przeszyty na wskroś kulą, ach jęk wrzaski głuszą.
Dopadli go moskale wściekli i szleni…
Lecz któż przy nim stanął, twarz mu się promieni
I szablą jak archanioł osłania rycerza?
To Męciński! Lecz Moskal z konia go uderza
I rękę mu odcina…Ta gdy z szablą spada…
Rzuca się na bezbronnych krwiożercza gromada…
To walka godna Moskwy…za nią car nagrodzi
Wszak miły jego sercu okrutnik lub złodziej…
Tak zginął Wódz niezłomny… Wiek za wiekiem minie
A pamięć o Czachowskim nigdy nie zaginie!"

## Bitwa pod Krępą we wspomnieniach
W zaginionym dziś pamiętniku z powstania 1863, napisanym przez Józefa Męcińskiego dla swych córek i wnuków, który później opublikował jego kolega z czasów studenckich Leon Syroczyński, znajdują się wspomnienia ostatniej bitwy: